# Lossow (Adelsgeschlecht)

Wappen derer von Lossow

Lossow, auch Lossau oder Lossaw, ist der Name einer uradeligen märkischen Adelsfamilie. Das Geschlecht, dessen Zweige zum Teil bis heute bestehen, ist stammesverwandt mit zwei gleichnamigen briefadeligen Zweigen. Zwei Linien wurden auf Grund von Adoptionen im 18. Jahrhundert und 19. Jahrhundert nobilitiert.

## Geschichte

### Herkunft
Erstmals urkundlich erwähnt wird das Geschlecht im Jahre 1208 mit Henricus de Lozstowe. Die ununterbrochene Stammreihe beginnt mit dem miles (lat. Soldat, Krieger, im Mittelalter auch Ritter) Petzko (Petrus) de Lossowe auf Gramzow. Er war markgräflich brandenburgischer Rat und wird von 1300 bis 1323 in Urkunden genannt.

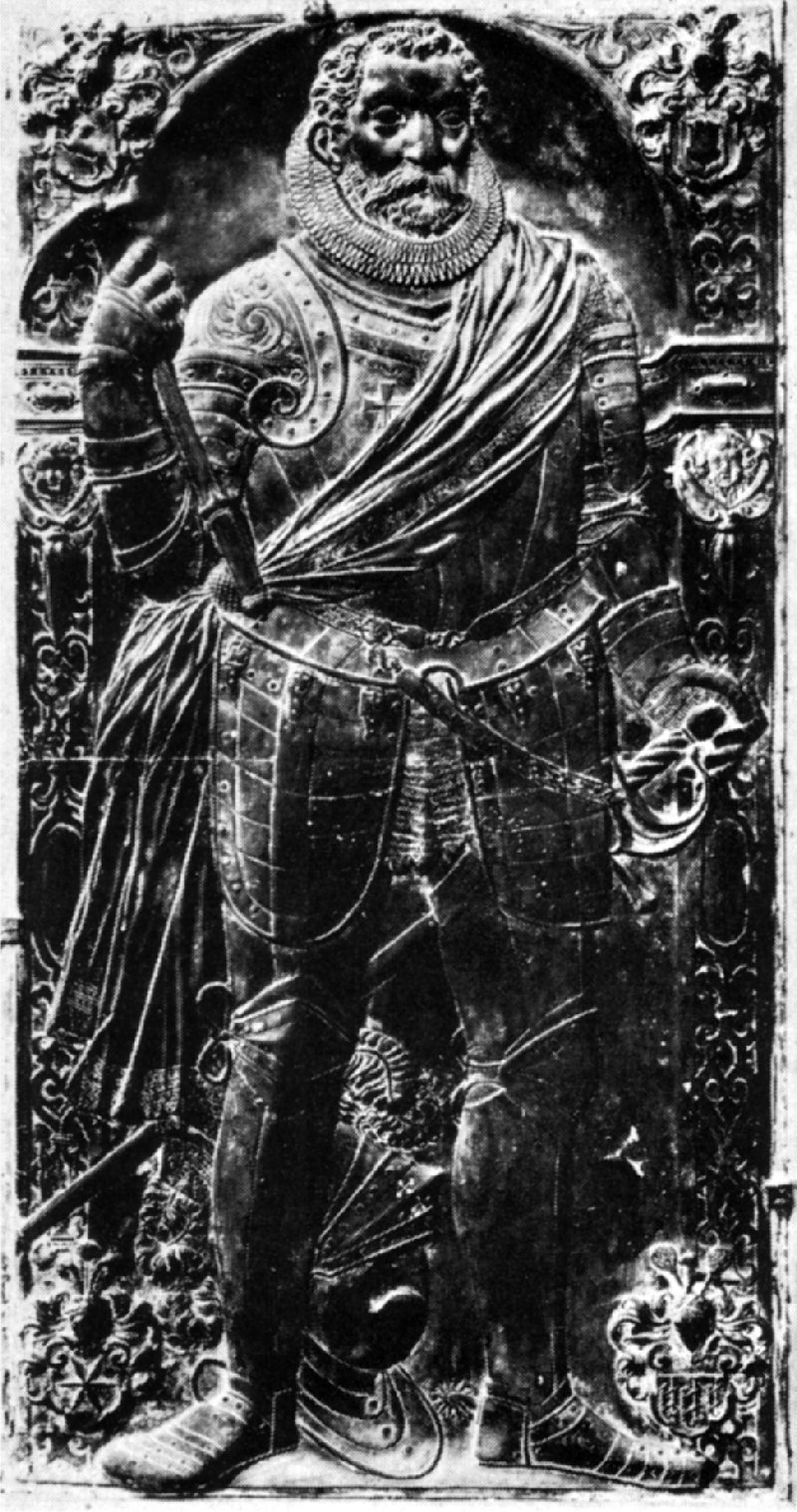
Grabplatte des Hans von Lossow (1523–1605) im Magdeburger Dom (1945 zerstört)

Otto von Lossow (1868–1938)

Nach Kneschke war seit 1305 Lossow bei Frankfurt an der Oder das ursprüngliche Stammhaus der Familie. Es erscheint 1328 erstmals urkundlich. 1438 verkauften die Lossows das Dorf und den Freihof an den Frankfurter Patrizier Rakow. Nach anderen Quellen stammt die Familie aus Lostau bei Möser im Jerichower Land und war stammesverwandt mit der Adelsfamilie von Katte, die zu Gesamtlehn saßen und gemeinsam mit Altenklitsche und Wust begütert waren.

### Ausbreitung und Persönlichkeiten
Schon früh ließen sich Angehörige der Familie in Schlesien nieder. Dort gehörten Ludwigsdorf und Bankau bei Kreuzburg in Oberschlesien und Niedwitz und Starpel im ehemaligen Herzogtum Glogau zu deren ältesten Besitzungen. Otto von Lossow erscheint um 1320 als einer der vornehmsten Räte des Herzogs Konrad von Oels. Auch Tasso von Lossow († um 1354), vermutlich ein Sohn von Otto, leistete dem Herzog wichtige Dienste.
Johann (Hans) von Lossow (1523–1605), Herr auf Luckeln und Bresa, war 1578 Komtur des Deutschen Ordens zu Buzow. Er starb 1605 als Landkomtur und Statthalter der Ballei Sachsen. Petrus Lossovinus von Lossau († 1616) wurde Prälat und Domherr im Domstift St. Johannis zu Breslau. Caspar von Lossow war Hauptmann der schlesischen Herzöge und Stände. Er zeichnete sich 1623 in einem Gefecht gegen die Polen aus. Bernhard von Lossow war Anfang des 18. Jahrhunderts Herr auf Ludwigsdorf und konnte die Linie mit vier Söhnen und zwei Töchtern fortsetzen. Sein Sohn Caspar Heinrich von Lossow wurde in der Standesherrschaft Pless ansässig und heiratete Maria von Larisch und Ellguth. Georg Wilhelm von Lossow, ihr gemeinsamer Sohn, wurde kaiserlicher Hauptmann.
Johann Georg von Lossow war königlich polnischer Oberstleutnant und preußischer Verweser des Amtes Oletzko. Aus seiner Ehe mit Johanne Constanze von Zastrow aus dem Haus Bankau stammte der 1717 geborene Matthias Ludwig von Lossow. Er trat 1734 in das preußische Regiment von Glasenapp ein und nahm an allen Feldzügen Friedrichs des Großen teil. 1782 wurde er als Generalleutnant pensioniert und starb unverheiratet ein Jahr später.
Daniel Friedrich von Lossow aus dem Haus Niedewitz (1721–1783) trat mit 20 Jahren in das Husarenregiment „von Natzmer“ ein und wurde 1761 zum Oberst befördert. Er stand in hoher Gunst bei König Friedrich II., der ihm aus Dankbarkeit eine kostbare, mit Brillanten besetzte Tabatiere schenkte. Er nahm an allen Feldzügen während des Zweiten Schlesischen Krieges, des Siebenjährigen Krieges und des Bayerischen Erbfolgekrieges teil und erhielt nach dem Gefecht bei Pretsch (29. Oktober 1759) den Orden Pour le Mérite. Er wurde Chef des Bosniakencorps und des Schwarzen Husarenregiments und nahm 1781 als Generalleutnant seinen Abschied. Da seine Ehe mit Sophie Elenore von Zedmar kinderlos blieb, adoptierte er Johann Christoph Koehler, Premierleutnant im Bosniakencorps (siehe auch: Briefadelige Linien).
Angehörige der Familie dienten während des 18. und 19. Jahrhunderts in zahlreichen weiteren deutschen Staaten und gelangten dort zu Besitz und Ansehen. Gustav Heinrich von Lossow, bayerischer Zollinspektor in Bremen, wurde am 27. Juli 1876 bei der Adelsklasse der Adelsmatrikel im Königreich Bayern eingetragen, ebenso am 20. Februar 1877 die Brüder Oskar von Lossow, Bürgermeister von Lindau, Louis von Lossow, bayerischer Hauptmann und Kompaniechef im 11. Infanterie-Regiment, und Adolf von Lossow, bayerischer Hauptmann im Generalstab, sowie deren Vetter Hans von Lossow, bayerischer Oberpost- und Bahnamtsoffizial. Der bayerische Sekondeleutnant im 7. Infanterie-Regiment Maximilian von Lossow wurde am 14. Dezember 1886, Ludwig von Lossow, Kaufmann in Hof, am 14. Juli 1910, und Walter von Lossow, Pfarrer in Sulzbürg, am 21. April 1916 bei der Adelsklasse im Königreich Bayern immatrikuliert.
Eine Eintragung in das königlich sächsische Adelsbuch unter der Nummer 118 erhielt am 3. August 1904 der königlich sächsische Generalmajor und Kommandant der Festung Königstein Ludwig von Lossow.
Ein Familienverband wurde am 23. November 1940 in Berlin gegründet.

### Briefadelige Linien
Johanna und Elenore, die natürlichen Töchter von Friedrich von Lossow, preußischer Major im Husarenregiment „von Suter“, erhielten am 16. März 1799 zu Berlin eine preußische Adelslegitimation unter Beilegung des väterlichen Namens und Wappens.
Der Sohn von Johann Heinrich Koehler, der 1733 als Bürger und Kaufmann in Rhoden im Fürstentum Waldeck erscheint, Johann Christoph Koehler, preußischer Leutnant im Bosniakenkorps, erhielt am 6. Mai 1777 zu Berlin den preußischen Adelsstand als Koehler genannt von Lossow. Er war gleichzeitig der Adoptivsohn des preußischen Generalmajors und Chef des Bosniakenkorps Daniel Friedrich von Lossow, dessen Ehe kinderlos blieb. Das dabei verliehene Wappen gleicht dem Lossowschen, zeigt aber den Luchs vor einer aufgerichteten blauen Lanze.
Der preußische Oberstleutnant a. D. Leopold Kopka, Sohn von Christoph Kopka (* 1731), preußischer Rittmeister im Bosniakenregiment, erhielt am 2. Oktober 1823 zu Berlin den preußischen Adelsstand als Kopka von Lossow. Er war der Adoptivsohn des preußischen Majors außer Dienst Alexander Koehler genannt von Lossow und führte seitdem das Wappen der uradeligen Lossow, das aber den Luchs vor einer blau-angelaufenen aufgerichteten Lanze mit blauem Schaft zeigt.
Der preußische Generalleutnant Oskar Kopka von Lossow ist als Nachkomme aus dieser Linie bekannt.

## Wappen
Das Wappen zeigt im von Silber und Rot schräglinks geteilten Schild einen aufgerichteten natürlichen Luchs. Auf dem Helm mit rot-silbernen Decken der Luchs zwischen zwei von Silber und Rot übereck geteilten Büffelhörnern (gelegentlich auch vor sechs abwechselnd roten und silbernen Hahnen- oder Straußenfedern).

## Bekannte Familienmitglieder
- Armin von Lossow (1876–1945), preußischer Landrat
- Adolf von Lossow (1840–1927), bayerischer Generalmajor
- Daniel Friedrich von Lossow (1721–1783), preußischer General
- Else von Hollander-Lossow (* 1884), deutsche Übersetzerin und Erzählerin
- Hans von Lossow (1523–1605), Landkomtur der Ballei Sachsen des Deutschen Ritter-Ordens
- Constantin von Lossau (1767–1848), preußischer General der Infanterie und Militärtheoretiker
- Louis von Lossow (1837–1923), bayerischer Generalmajor
- Ludwig von Lossow (1836–1904), sächsischer General
- Matthias Ludwig von Lossow (1717–1783), preußischer General
- Oskar Kopka von Lossow (1849–1916), preußischer Generalleutnant
- Otto von Lossow (1868–1938), deutscher Generalleutnant
- Paul von Lossow (1865–1936), bayerischer Geheimrat, Dipl.-Ing. und ordinierter Professor der Maschinenbaukaunde an der TH München
- Rudolf von Lossow (1882–1945), Schriftsteller und Theaterspielleiter, Ehemann von Else von Hollander-Lossow
- Wilhelm von Lossow (1892–1975), deutscher Kapitän zur See und Journalist
- Hans-Ludwig von Lossow, deutscher Offizier der Wehrmacht und Nachrichtendienstler